# Albert Malche
Albert Malche (* 22. Februar 1876 in Genf; † 29. Dezember 1956 ebenda, heimatberechtigt in Genf) war ein Schweizer Pädagoge und Politiker (FDP).

## Leben und Wirken
Albert Malche stammte aus einem Baden-Durlacher Geschlecht, das 1776 in Genf ansässig geworden war. Er besuchte das Gymnasium classique in Genf und studierte anschließend in Genf, Freiburg im Breisgau, Florenz und Paris. In Neapel, Paris, Santiago de Chile und St. Gallen war er als Lehrer tätig. Von 1907 bis 1912 war er Erster Sekretär im Genfer kantonalen Departement de l’instrucion publique.
Malche war von 1912 bis 1930 Rektor der Genfer Primarschulen, regte die Gestaltung des Schweizer Lehrplans von 1923, wirkte bei der Gestaltung der Lehrerbildung, der Reform der Schulaufsicht, des Sonderunterrichts und der Förderklassen, der Abschlussklassen sowie des schulpsychologischen Dienstes mit. Er war von 1912 bis 1951 ordentlicher Professor für Pädagogik an der Universität Genf und bewirkte die Mitgliedschaft der Genfer Regierung bei der Gründung des Bureau international d’éducation. Er gab dem schwedischen Schulsystem Impulse und wirkte 1932/33 an der Reform des türkischen Hochschulwesens mit.
Von 1927 bis 1930 war Malche Staatsrat des Kantons Genf und stand dem Erziehungsdepartement vor (Dabei wurde er von seinen Anstellungen als Rektor und Professor beurlaubt). Von 1931 bis 1951 gehörte er dem Ständerat an, den er 1940 präsidierte.

## Hilfe für von den Nationalsozialisten verfolgte Wissenschaftler
1931 hatte Albert Malche von der türkischen Regierung den Auftrag erhalten, bei der Reformierung der türkischen Hochschulen nach westeuropäischem Vorbild mitzuwirken. Hierzu war der nach Istanbul gekommene Malche von dem türkischen Unterrichtsminister Reşit Galip mit einem Gutachten über die Darülfünun in Istanbul beauftragt worden. Malche empfahl 1932, an der neu errichteten Istanbuler Universität Lehrbeauftragte aus allen europäischen Ländern zu beschäftigen. Bei der Realisierung dieses Vorhabens konnte er bald auf eine Vielzahl deutscher Akademiker zurückgreifen, die 1933 nach der Machtergreifung durch die Nationalsozialisten aus den deutschen Universitäten vertrieben worden waren. Von der Schweiz aus beteiligte sich Malche an der Gründung der Organisation Notgemeinschaft deutscher Wissenschaftler im Ausland.
„Zu den ersten, die 1933 von den Nazis aus ihren Jobs entlassen wurden, gehörte der in Ungarn geborene Frankfurter Pathologe Philipp Schwartz. Schwartz floh schnell mit seiner Familie in die Schweiz, wo sein Schwiegervater, Professor S. Tschulok, nach der russischen Revolution von 1905 Zuflucht gesucht hatte. Tschulok war ein guter Freund von Albert Malche, Professor für Pädagogik, der 1932 den Bericht über die türkische Bildungsreform vorbereitet hatte. Es scheint, Albert Malche sah die doppelte Gelegenheit und trat an Schwartz heran. Im März 1933 gründete Schwartz die Notgemeinschaft deutscher Wissenschaftler im Ausland, um jüdischen und anderen verfolgten deutschen Wissenschaftlern die Beschäftigung in Ländern zu erleichtern, die bereit waren, solche Flüchtlinge aufzunehmen.“ Die Türkei als Exilland spielte bei diesen Bemühungen eine bedeutende Rolle.
Nachdem Albert Malche seinen die Reform der Istanbuler Universität betreffenden Bericht am 29. Mai 1932 der türkischen Regierung übergeben hatte, kehrte er in die Schweiz zurück. Im Sommer 1933 war Malche anwesend, als in der türkischen Botschaft in Genf die Verträge zur Anstellung der mit ihren Familien und Assistenten in die Türkei im Oktober und November 1933 übersiedelnden deutschen Professoren unterzeichnet wurden.

## Ehrungen
- Ehrendoktorwürde der Universität Strassburg[9]

## Veröffentlichungen (Auswahl)
- Les classes pour enfants arriérés à Genève. Lausanne 1912.
- als Albert Malsch mit Daniel Baud-Bovy: La Fête de Juin. Spectacle patriotique. Fred Boissonas & Cie., Genf 1914 (Malch war auch ein talentierter Dichter und Redner)
- Le Collège et la vie, projet de reforme. Genf 1918.
- L’enseignement primaire et l’Université. Genf 1922
- Ecole active et centres d’intéret. In: Educateur. Lausanne 1923.
- Le examens. Lausanne 1920.
- İstanbul Üniversitesi Hakkında Rapor. Maarif Vekaleti Yayını, Istanbul 1934; auch in: E. Hirş (Hrsg.): Dünya Üniversiteleri ve Türkiye‘ de Üniversitenin Gelişmesi. Band 1, 1950, S. 229–295  (Bericht über die Istanbuler Universität, Mai 1932).
- L’Université de Genève. Küßnacht 1933.
- Vie de Pestalozzi. 2. Auflage. Lausanne 1946.
- Qu’est-ce que le progrès. Zürich 1946.

Zudem publizierte Albert Malche zahlreiche weitere Artikel, Rezensionen und Aufsätze.